# رابرت اسپینراد
رابرت جِی. اسپینراد (Robert J. Spinrad)‏ (۲۰ مارس ۱۹۳۲ – ۲ سپتامبر ۲۰۰۹)، یک طراح کامپیوتر آمریکایی، یکی از کارمندان آزمایشگاه ملی بروکهاون و در دورانی که مدیر مرکز تحقیقاتی زیراکس پالو آلتو بود، تعداد زیاد فناوری‌های کلیدی که در کامپیوترهای شخصی مدرن کاربرد داشت را ساخت.

## اوان زندگی و تحصیلات
اسپینراد در ۲۰ مارس ۱۹۳۲ در منهتن متولد شد. او برای دوره لیسانس به دانشگاه مهندسی کلمبیا رفته و در آنجا درجه لیسانس در مهندسی برق را به‌دست‌آورد. او رئیس شورای دانشجویان و سامول ویلارد یک عضو بود. او بعداً کارشناسی ارشد خود را در کملبیا به‌دست‌آورد. در کلمبیا، او از پرزه جات باقی‌مانده از تجهیزات تلفن یک کامپیوتر ابتدئی ساخت. بعداً به مؤسسه فناوری ماساچوست رفته و دکترایش را در همان رشته به‌دست‌آورد.

## حرفه
او در لابراتوار ملی بروکهاون یک کامپیوتر را که یکی از «اولین دیناسورها» قبل از استفاده گسترده ترانزستورها ساخته شده بود، را با استفاده از تیوب‌های مکنده، به نام مرلین ساخت. این کامپیوتر که یک اتاق را پُر می‌کرد، به منظور کمک در تجربیات طراحی شده بود. پس از گذراندن تابستان با فیزیک‌دان نیکولاس متروپولیس و کامپیوتر علمی MANIAC II در لابراتوار ملی لاس آلاموس، او به بروکهاون بازگشت و پروسه‌های را طراحی کرد که به کامپیوترها اجازه بدهند تا تجربیات علمی را انجام دهند. و دارای حلقه فیدبک (feedback loop) باشند تا سیستم را قادر بسازند تا تست‌ها را بر اساس نتایج اندازه‌گیری‌های که در سایکل آزمایشی اول گرفته شده‌اند، اصلاح کنند. اسپینراد که توسط فیزیک‌دان جویل برنباوم به عنوان «پدر خودکار سازی لابراتوار مدرن» توصیف شده‌است، دربارهٔ این موضوع مقاله روی جلد مجله Science را نوشت. برنباوم به اسپینراد اعتبار می‌دهد که نیاز به قرار دادن دانشمند در حلقه میان کامپیوتر و تجهیزات لابراتواری را تشخیص داده‌است.
اسپینراد توسط Scientific Data Systems استخدام شد، جاییکه او در بخش طراحی کامپیوترها کار می‌کرد. زمانی که این شرکت در سال ۱۹۶۹ میلادی توسط زیراکس خریداری شد، او بخشی از گروهی بود که ایجاد مرکز تحقیقاتی پالو آلتو (PARC) را نزدیک محوطه دانشگاه استنفورد رهبری می‌نمود و در سال ۱۹۷۸ میلادی به عنوان مدیر PARC منصوب شد. اسپینراد به عنوان مدیر، توسعه محصولاتی مانند فناوری شبکه‌های کامپیوتری اینترنت، پرنترهای لیزری و آنچه که توسط نیویورک تایمز به عنوان «اولین کامپیوتر شخصی مدرن» توصیف شد، را نظارت می‌کرد. از آنجاییکه زیراکس همیشه خود را به عنوان شرکت فوتوکاپی معرفی می‌کرد، بیشتر دانشمندان ارشد PARC و فناوری‌های خلاقانه کامپیوتر را که توسعه داده بودند – این شرکت را ترک کردند.
اسپینراد با تسهیلات تحقیقاتی و دفاتر شرکت خود که در سواحل مقابل قرار داشتند، مکرراً میان دفاتر شرکت زیراکس در ساحل شرقی و تسهیلات تحقیقاتی که در ساحل غربی به‌صورت ضعیف تنظیم شده و فعالیت داشت، در پرواز بود. اسپینراد خود را به دلیل تبدیل کردن سریع لباس‌های کاری‌اش در حمام‌های هواپیما هنگام پرواز از شرق به دیدن دفاتر شرکت، به عنوان «سوپرمن معکوس» توصیف می‌کرد.

## شخصی
او که در آن زمان در برونکس زندگی می‌کرد، در ژوئن ۱۹۵۴ میلادی با ورنا ویندرمن ازدواج نمود که در آن زمان او در دانشگاه کلمبیا لیسانس‌اش را می‌خواند.
اسپینراد که در پالو آلتو، کالیفرنیا زندگی می‌کرد، در ۲ سپتامبر ۲۰۰۹ به سن ۷۷ سالگی در اثر امیوتروفیک لاترال اسکلروزس (به‌صورت غیررسمی به نام مرض لو گهریگ یاد می‌شود) در گذشت. از او خانمش ورنا، و همچنین دختر، پسر و سه نوه‌اش به جا ماند.